# Мисс США 2005
Мисс США 2005 (англ. Miss USA 2005) — 54-й конкурс красоты Мисс США, проведён в Театре «Ипподром», Балтимор, штат Мэриленд 11 апреля 2005 года. Победительницей стала Челси Кули представительница штата Мэриленд.
Все участницы боролись за титул Мисс США в Театр «Ипподром» 11 апреля 2005 года. Ведущими вечера стали звёзды «Access Hollywood» — Билли Буш и Нэнси О’Делл.
Это был первый из двух конкурсов красоты проводимые в штате Мэриленд. Место проведения было анонсировано в октябре 2004 года.

## Проведение конкурс красоты
После представления участниц и открывающего номера, было анонсировано Топ 15 участниц. Оставшиеся участницы продолжили соревноваться в выходе вечерних платьев, где они продемонстрировали платья на свой вкус и по осанке и грации. В ходе показов, были смелые выборы среди конкурсанток — Бренда Брэбэм, штат Пенсильвания и Миган Джаренски штат Нью-Йорк. Золотое платье Брэбхэм отличалось верхом в стиле бюстгальтера, соединённым со струящейся юбкой с высоким разрезом, открывая большую часть её верхней части, как купальник, а серебряное платье Миган Джаренски также было с необычным покроем.
Во втором акте число участниц сократилось до десяти. В финале участницы выходили в купальниках, компания «Endless Sun» специально разрабатывала данные купальники с изображением цветов для конкурса. Участница Бриттани Хоган из штата Калифорния, во время выхода в купальниках, она выронила ткань из рук. Но это ей не помешало стать 1-й Вице мисс. Другая участница из штата Нью-Йорк, Миган Джаренски, едва не споткнулась об эту ткань.
Последние пять участниц были анонсированы и затем участницы соревновались в интервью с «последним вопросом». Вопросы были написаны для Мисс США 2004, Шанди Финнесси и Топ 5.

## Результаты

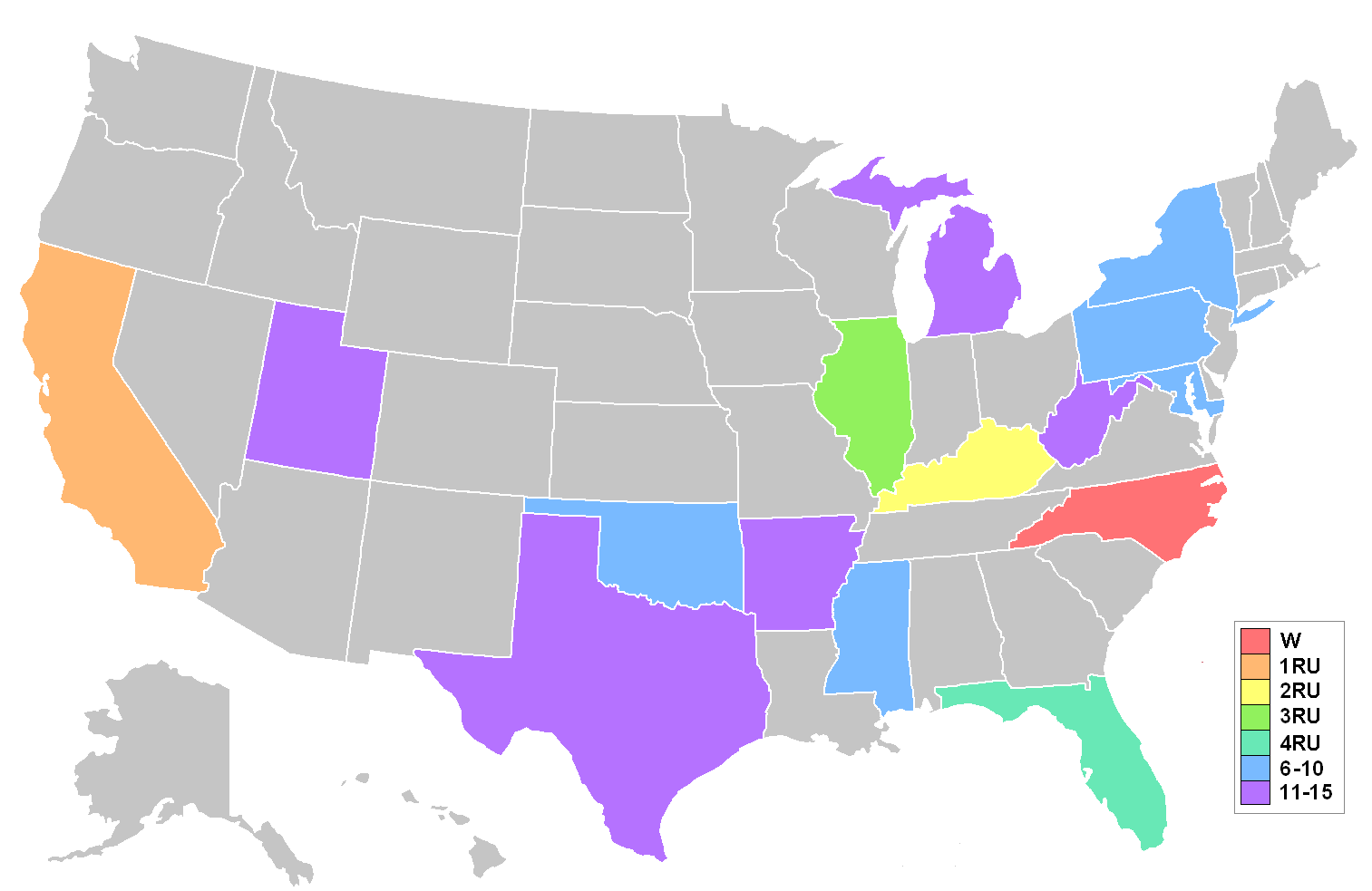
Карта США, показывающая штаты-участницы финала Мисс США 2005

| Финальный результат | Конкурсантка |
| ------------------- | --- |
| Мисс США 2005       | - Северная Каролина — Челси Кули |
| 1-я Вице Мисс       | - Калифорния — Бриттани Хоган |
| 2-я Вице Мисс       | - Кентукки — Кристен Джонсон |
| 3-я Вице Мисс       | - Иллинойс — Джилл Галсет |
| 4-я Вице Мисс       | - Флорида — Меллиса Витек |
| Топ 10              | - Мэриленд — Марина Харрисон - Миссисипи — Дженнифер Эдкок - Нью-Йорк — Миган Джаренски - Оклахома — Лейси Скотт - Пенсильвания — Бренда Брэбем |
| Топ 15              | - Арканзас — Джессика Фуррер - Мичиган — Кристал Хэйес - Техас — Тайлер Уиллис - Юта — Марин Пул - Западная Виргиния — Кристин Моррисон         |

### Специальные награды
| Награда              | Участницы                 |
| -------------------- | ------------------------- |
| Мисс Конгениальность | - Висконсин — Мелисса Янг |
| Мисс Фотогеничность  | - Техас — Тайлер Уиллис   |

## Судьи
Список судей были анонсирована 10 марта 2005 года.
- Майкл Фелпс — Олимпийский чемпион по плаванию
- Молли Симс — знаменитость сериала «Лас-Вегас»
- Шугар Рэй Леонард — боксёр
- Фредерик Феккей[англ.] — эксперт моды
- Памела Дэннис — модельер
- Радж Бхакта[англ.] — «Ученик[англ.]»
- Ксения Максимова — модель
- Броди Хатцлер[англ.] — актёр телесериала «Дни нашей жизни»

## Штаты-участницы
| - Алабама — Джессика Тинни - Аляска — Алеа Шейк - Аризона — Мариана Лойя - Арканзас — Джессика Феррер - Калифорния — Бриттани Хоган - Колорадо — Лорен Сиснерос - Коннектикут — Мелисса Мандак - Делавэр — Шина Бентон - Вашингтон (округ Колумбия) — Сара-Элизабет Лэнгфорд - Флорида — Меллиса Витек - Джорджия — Таниша Брито - Гавайи — Дженнифер Фэйрбэнк - Айдахо — Сейди Айеку - Иллинойс — Джилл Гулсет - Индиана — Кейтлин Кристофер - Айова — Джой Робинсон - Канзас — Рэйчел Сондерс - Кентукки — Кристен Джонсон - Луизиана — Кэндис Стюарт - Мэн — Эрика Коммо - Мэриленд — Марина Харрисон - Массачусетс — Кристина Нардоцци - Мичиган — Кристалл Хейс - Миннесота — Кэрри Ли - Миссисипи — Дженнифер Адкок - Миссури — Андреа Силиберти | - Монтана — Аманда Киммел - Небраска — Яна Мюррелл - Невада — Шивонн Гиб - Нью-Гэмпшир — Кэндис Гликман - Нью-Джерси — Сильвия Погожельски - Нью-Мексико — Жаклин Динер - Нью-Йорк — Миган Джаренски - Северная Каролина — Челси Кули - Северная Дакота — Крисса Миллер - Огайо — Аиша Берри - Оклахома — Лэйси Скотт - Орегон — Джессика Карлсон - Пенсильвания — Бренда Брэбэм - Род-Айленд — Эллисон Паганетти - Южная Каролина — Сара Медли - Южная Дакота — Джессика Фьерстад - Теннесси — Эми Колли - Техас — Тайлер Уиллис - Юта — Marin Poole - Вермонт — Аманда Миттир - Виргиния — Дженнифер Питтс - Вашингтон — Эми Кроуфорд - Западная Виргиния — Kristin Morrison - Висконсин — Мелисса Энн Янг - Вайоминг — Эбби Норман |

## Участие в других конкурсах
- Участницы «Мисс Америка»:
  - Мариана Лойя (Аризона) — «»Мисс Вашингтон 1998
  - Дженнифер Адкок (Миссисипи) — «Мисс Миссисипи 2002» (Топ 10 на «Мисс Америка 2003[англ.]»)
  - Дженнифер Питтс (Виргиния) — «Мисс Виргиния 2002»
  - Сара-Элизабет Лэнгфорд (Округ Колумбия) — «Мисс Округ Колумбия 2002»
  - Таниша Брито (Джорджия) — «Мисс Коннектикут 2002» (Топ 10 на «Мисс Америка 2003»)
  - Кэндис Гликман (Нью-Гэмпшир) — «Мисс Нью-Гэмпшир 2003» (top ten at «Мисс Америка 2004[англ.]»)
  - Марина Харрисон (Мэриленд) — «Мисс Мэриленд 2003 (3-я Вице мисс на «Мисс Америка 2004»)
- Участницы «Юная мисс США»:
  - Челси Кули (Северная Каролина) — «Юная мисс Северная Каролина 2000»
  - Кристен Джонсон (Кентукки) — «Юная мисс Кентукки 2000» (2-я Вице мисс «Юная мисс США 2000»)
  - Сара Медли (Южная Каролина) — «Юная мисс Южная Каролина 2001»
  - Кэндис Стюарт (Луизиана) — «Юная мисс Луизиана 2002»
  - Джессика Фьерстад (Южная Дакота) — «Юная мисс Южная Дакота 2002»
  - Марин Пул (Юта) — «Юная мисс Юта 2002»
- Кристен Джонсон (Кентукки), Мелисса Витек (Флорида) и Кейтлин Кристофер (Индиана) позже участвовали в реалити-шоу на телеканале NBC в составе «Miss Team USA» «Охотники за сокровищами[англ.]».
- Аманда Киммел (Монтана) появилась в реалити-шоу «Последний герой: Китай[англ.]», «Последний герой: Микронезия[англ.]» и «Последний герой: Герои против Злодеев[англ.]». Она стала третьей, второй и девятой соответственно. Она представляла США на международном конкурсе «Мисс Земля 2005», где вошла в число финалисток.
- Яна Мюррелл (Небраска) представляла США на «Мисс Земля 2008», где вошла в число полуфиналисток.
- Кэндис Стюарт (Луизиана) появится на «Большой брат[англ.]»

## Предконкурсный спецтальный
Шесть участниц конкурса красоты «Мисс США» приняли участие в специальном выпуске «Фактор страха».
- Участницы:

Мисс «Fear Factor»: Сара-Элизабет Лэнгфорд («Мисс Округ Колумбия 2005»)
2-е место: Бриттани Хоган («Мисс Калифорния 2005»),
3-е место: Миган Джаренски («Мисс Нью-Йорк 2005»)
4-е место: Лэйси Скотт («Мисс Оклахома 2005»)
5-е место: Кристина Нардоцци («Мисс Массачусетс 2005»)
6-е место: Кристен Джонсон («Мисс Кентукки 2005»)
- Трюки[11]

Трюк #1 (Водяные струи): Участницам нужно было обойти квадратную балочную конструкцию и собрать до десяти флагов, прежде оказаться в воде. Балки были оснащены струями высокого давления, которые распыляли воду во время трюка. Четыре участницы выполнившие задание быстрее всех или быстрее всех, кто собрал флаги, прошли в следующий раунд.
Трюк #2 (Туннель с тройной разгрузкой) Участницы боролись с большим водяным давлением из рукава. Чтобы пройти через туннель, необходимо снять три цепи и забрать ключ от каждой. После извлечения второго ключа рукав отключался. Каждый раз, когда участница извлекала ключ, на них опрокидывалось ведро с 55 галлонами неприятного содержимого. Первое ведро содержало мёртвую рыбу и рыбьи кишки, второе содержало рыбий жир и третье красные черви и супер черви. В конце туннеля участницы должны были использовать взятые ключи, чтобы открыть три замка, дверь и взять флаг. Три участницы, выполнившие это задание быстрее всех, проходят в финал.
Трюк #3 (Сетка-клетка под вертолётом) Участницы обходили клетку квадратной формы сделанную из грузовой сетки, подвешенную под вертолётом, пытаясь снять пять флажков по бокам клетки и один флаг со дна клетки. Побеждает та, кто быстрее всех соберёт наибольшее количество флагов, прежде чем упасть в воду.

## Сноски
1. ↑  The 54th Annual Miss USA(R) Competition to be Broadcast Live from Baltimore, Maryland (Press release). PR Newswire. 7 октября 2004.
2. ↑  Michael Phelps, Molly Sims, Sugar Ray Leonard and Frederic Fekkai Headline Panel of Celebrity Judges for NBC's Telecast of MISS USA Pageant (April 11, 9-11PM ET) A Special Miss USA 'Fear Factor' to Precede Pageant at 8pm ET (Press release). PR Newswire. 10 марта 2005.
3. ↑  Woman, 19, named Miss California USA. The San Diego Union-Tribune. 4 сентября 2004. p. NC-2.
4. ↑  Anstead, Alicia (4 декабря 2004). Regality Check Miss Maine USA stops by the NEWS to talk about her pageant win and the plans for her reign. Bangor Daily News. p. 1.
5. ↑  PEOPLE - Seekonk woman crowned Miss Massachusetts/USA. The Providence Journal. 27 ноября 2004. p. D01.
6. ↑  Northville woman wins Miss Michigan honors. Associated Press. 25 сентября 2004.
7. ↑  Colley crowned Miss Tennessee USA 2005. Associated Press. 24 октября 2004.
8. ↑  Pageant Royalty. The Richmond Times-Dispatch. 1 ноября 2004. p. B-2.
9. ↑  Eighth time is charm for Miss Washington USA. Seattle Post-Intelligencer. 16 ноября 2004. p. B2.
10. ↑  Menasha Woman Wins Miss Wisconsin-USA Crown. The Capital Times & Wisconsin State Journal. 8 ноября 2004. p. D6.
11. ↑  TV.com: Fear Factor Miss USA Edition 2005 (недоступная ссылка); URL accessed March 21, 2006